# Teatre Municipal de l'Escorxador
El Teatre Municipal de l'Escorxador és un teatre ubicat a l'antic Escorxador Municipal, un edifici modernista de Lleida rehabilitat per la Paeria des d'octubre del 1998. Consta de dues sales: la Sala 1, un teatre a la italiana amb 310 seients; la Sala 2, un espai polivalent amb una capacitat per a 150 persones; i el Cafè del Teatre, un espai destinat a espectacles i activitats escèniques de petit format.

## Història
El nom d'aquest teatre visibilitza l'existència d'un escorxador almenys des dels darrers anys del segle xviii, ubicat al Camí de la Mariola, un vial que anava des de la porta de Sant Antoni, vorejava el turó anomenat Puig Bordell i que prosseguia fins a arribar a la localitat de Fraga. L'any 1861 es van enderrocar les muralles de la ciutat i Lleida es va obrir a plantejaments d'expansió urbana. L'arquitecte municipal Josep Fontserè va promoure rondes de circumval·lació a l'espai que havien ocupat les muralles fins aquell moment. Sembla que l'emplaçament d'un nou escorxador planificat en la visió urbanística de Fontserè es corresponia amb el de l'antic. L'any 1872 Agapit Lamarca va projectar construir aquest nou edifici aprofitant els materials provinents de les muralles, caigudes sis anys abans. L'arquitecte definitiu d'aquest escorxador fou Francesc de Paula Morera, ja el 1912, en un estil modernista que s'incorporava a les funcions industrials de l'edifici.
L'any 1993 l'arquitecte Ezequiel Usón va redactar un projecte de restauració i remodelació que pretenia convertir aquest espai en un equipament cultural per a la ciutat, incloent-hi tres espais dedicats a les arts escèniques: un Teatre Municipal, una Aula de Teatre i el Cafè del Teatre. L'edifici també incorpora l'escola bressol El Rellotge i és la seu a l'Associació de Veïns Templers-Escorxadors. El teatre va obrir les portes el 8 d'octubre de 1998 i la seva inauguració oficial tingué lloc el 26 de febrer de 1999. Entre 1998 i 2015 la seva directora fou Margarida Troguet.

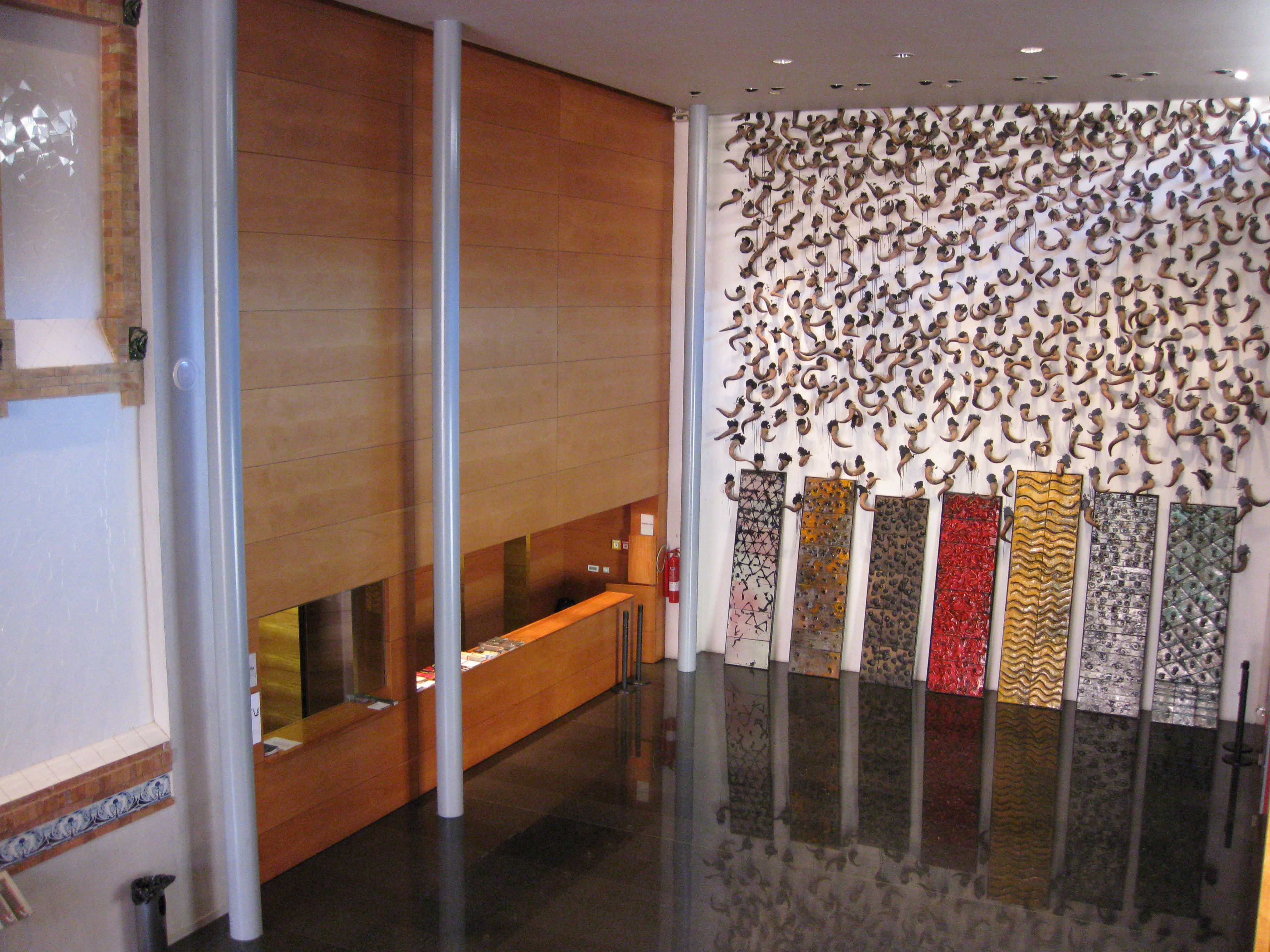
Mural de Frederic Amat

La plaça frontal des d'on s'accedeix als equipaments culturals va ser reanomenada plaça d'Esteve Cuito l'any 2013 com a homenatge a aquest actor i creador de la companyia El Sidral. D'altra banda, el vestíbul conté una peça mural de Frederic Amat. Aquest mateix artista també va dissenyar tres màscares que representen els tres gèneres clàssics del teatre.